# Казела (Ла Специја)
Казела је насеље у Италији у округу Ла Специја, региону Лигурија.
Према процени из 2011. у насељу је живело 32 становника. Насеље се налази на надморској висини од 105 м.